# Muriel Berset Kohen
Muriel Berset Kohen (geboren 1965) ist eine Schweizer Diplomatin und Botschafterin.

## Leben
2001 arbeitete Muriel Berset Kohen im Eidgenössischen Departement für auswärtige Angelegenheiten (EDA) im Bereich Information und 2003 als Pressesprecherin des EDA. Später war sie Chefin der Sektion für Menschenrechte und humanitäre Angelegenheiten sowie stellvertretende Chefin der Abteilung Multilaterales bei der Ständigen Mission der Schweiz beim Büro der Vereinten Nationen und den anderen internationalen Organisationen in Genf.
2010 wurde sie Schweizer Botschafterin in Senegal, Gambia, Mali sowie Mauretanien. Ab 2014 war sie Botschafterin in Algerien. Dort verhandelte die 48-Jährige mit Tuareg-Rebellen und der provisorischen Regierung Malis.
Ab 2018 war sie Botschafterin in Bulgarien. Mit Amtsantritt im Jahr 2021 wurde sie vom Bundesrat zur «Déléguée permanente de la Suisse auprès de l’UNESCO» und «Représentante de la Confédération suisse auprès du Conseil permanent de la Francophonie» in Paris ernannt.
Sie ist Mutter von zwei Kindern und spricht viele Sprachen.